# دور شری
دور شری (انگلیسی: Dore Schary؛ ۳۱ اوت ۱۹۰۵ – ۷ ژوئیهٔ ۱۹۸۰) یک فیلم‌نامه‌نویس، و تهیه‌کننده اهل ایالات متحده آمریکا بود.
از فیلم‌ها یا مجموعه‌های تلویزیونی که وی در آن‌ها نقش داشته است می‌توان به پنجره اشاره نمود.